# Борисів (Фастівський район)
Бори́си
 — село в Україні, у Фастівському району Київської області. Населення становить 234 осіб.

## Історія
Внаслідок насильницької колективізації село постраждало від Голодомору 1932—1933 років. Архівні документальні свідчення про Голодомор 1932-33 років у с. Борисів відсутні. Старожили села пригадали прізвища лише 7-ми загиблих від голоду.
Мартиролог укладений за свідченнями очевидців Козленко О. І. (1919 р.н.), Пухляка В. П.(1930 р.н.), записаними в 1993 році Малінченко С. В., вчителем Крушинської школи. Серед тих, чиї імена відомі: Козленко Максим Федотович, Кишка Семен, Пухляк Яків Костянтинович, Пухляк Гаврило Костянтинович, Чепурда Петро Мефодійович, Чепурда Евтух Мефодійович, Чепурда Мефодій Онисимович.